# Autobahnamt (Taiwan)

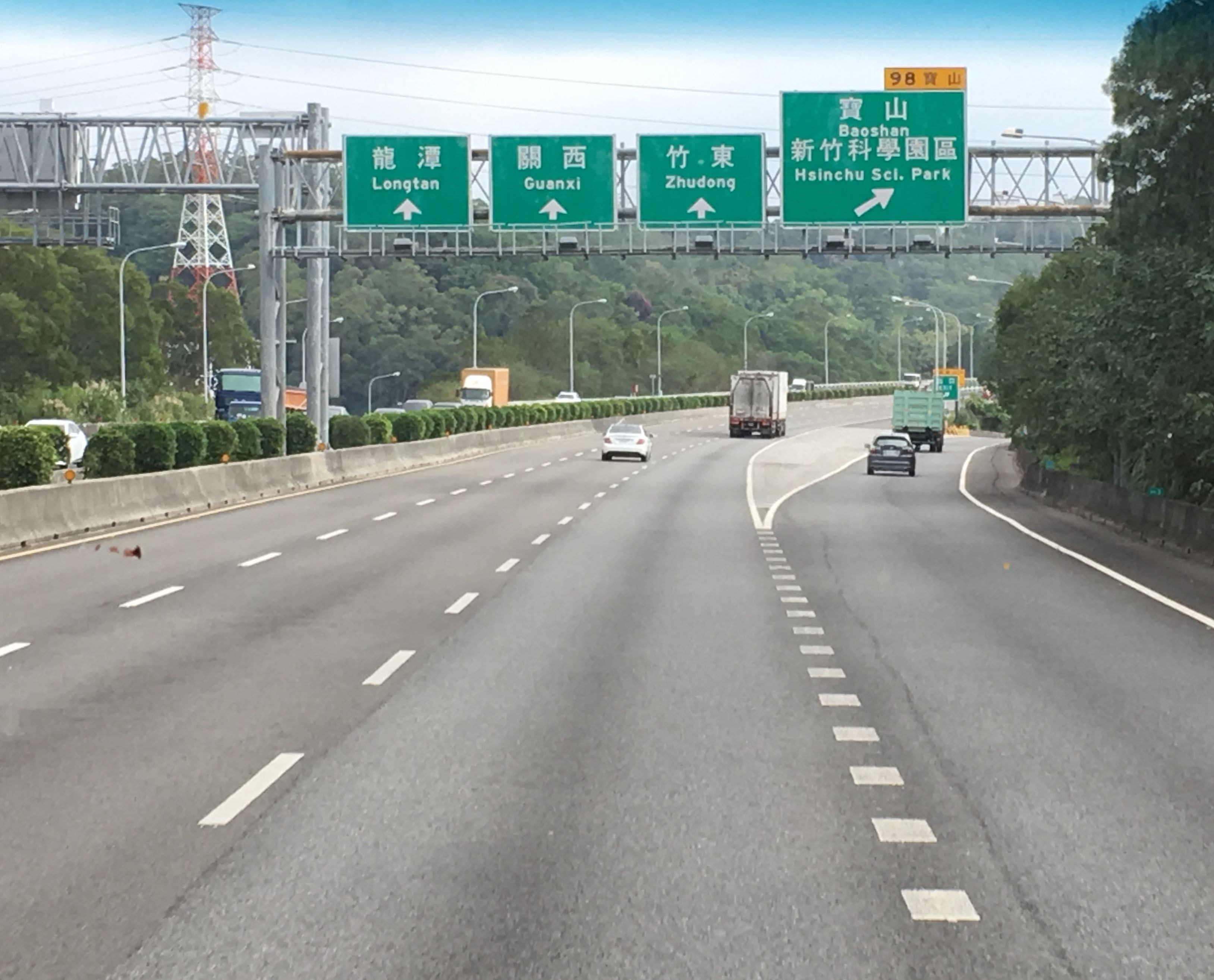
Auf der Nationalstraße 3 („Formosa-Autobahn“) nahe Hsinchu

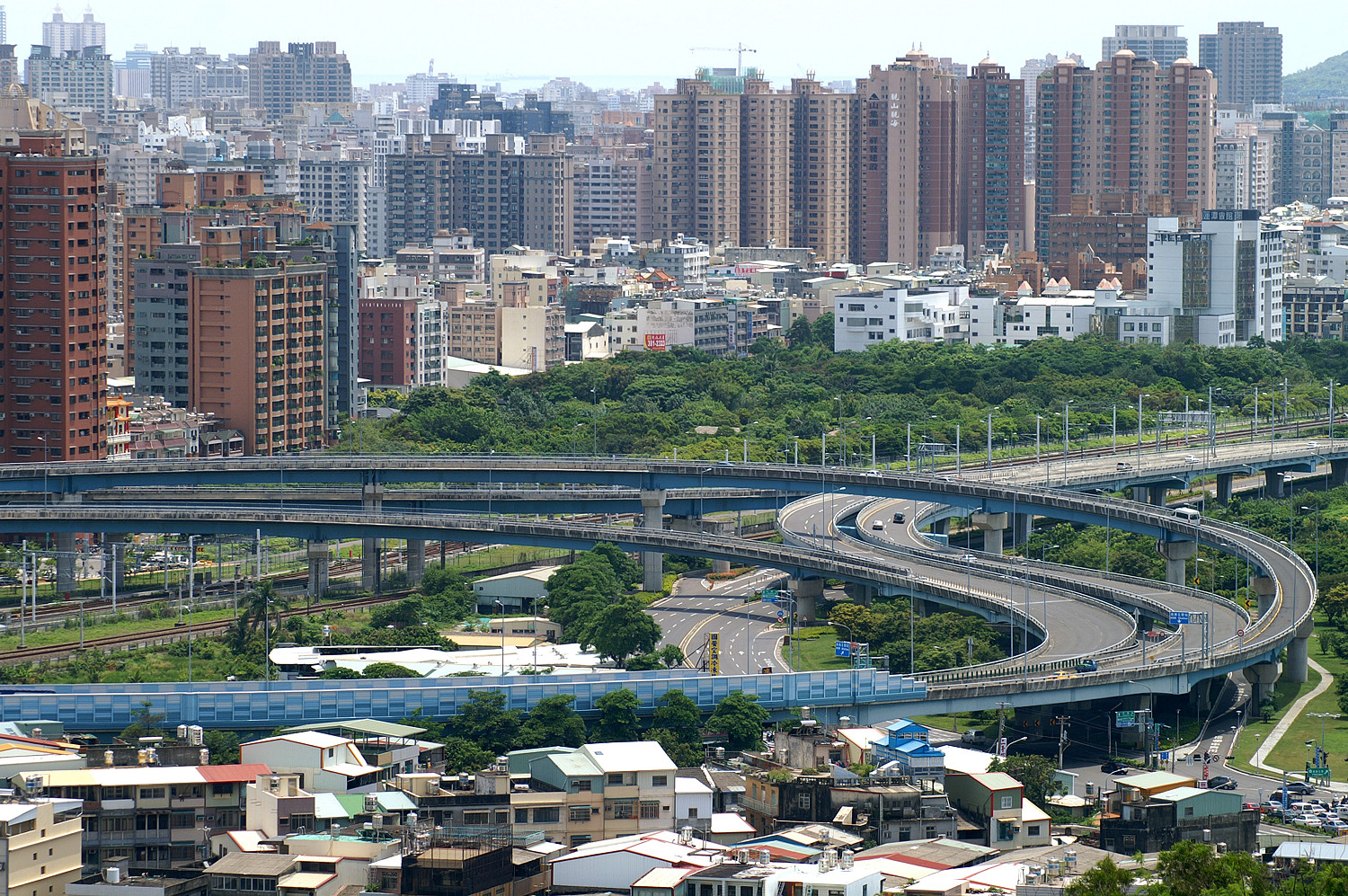
Autobahnkreuzung der Nationalstraße 10 in Kaohsiung

Das Autobahnamt (chinesisch 高速公路局, Pinyin Gāosù Gōnglù Jú, englisch Freeway Bureau) des Ministeriums für Transport und Kommunikation (MOTC) ist die Institution in der Republik China (Taiwan), die für den Bau und Betrieb von Autobahnen (offiziell: Nationalstraßen 國道,  Guódào) zuständig ist.

## Geschichte
Mit dem Bau von Autobahnen wurde in Taiwan in den 1970er Jahren begonnen. Am 8. Juni 1970 wurde dazu eine Behörde, das Autobahnbauamt (高速公路工程局,  Gāosù Gōnglù Gōngchéng Jú, engl. Freeway Construction Bureau) als staatliche Konstruktionsbehörde gegründet und dem Ministerium für Transport und Kommunikation (MOTC) zugeordnet. Die konkrete Aufgabe mit der die neue Behörde zunächst betraut wurde, war der Bau der sogenannten Sun-Yat-sen-Autobahn (Nationalstraße 1) von Keelung im Norden bis Kaohsiung im Süden. Dieses Projekt wurde erfolgreich abgeschlossen und am 31. Oktober 1978 wurde die neue 373 Kilometer lange Straßenverbindung als erste Autobahn Taiwans für den Verkehr freigegeben.
Danach wurde die Behörde am 1. Dezember 1978 zum Nationalen Autobahnamt im Bereich Taiwan 臺灣區國道高速公路局,  Táiwān Qū Guódào Gāosù Gōnglù Jú, engl. Taiwan Area National Freeway Bureau, (TANFB) reorganisiert. Die Behörde war danach schwerpunktmäßig weniger ein Ingenieurbüro wie zuvor, sondern mehr eine Verwaltungs- und Managementbehörde für die Autobahnen. Sie erhielt die Verantwortlichkeiten für den Unterhalt von Autobahnen, für deren Ausbau, die Verkehrsregulierung, die Mauteinnahmen etc.
Mit dem raschen Zuwachs des Verkehrsaufkommens wurden die Kapazitätsgrenzen der Sun-Yat-Sen-Autobahn deutlich und es begannen Planungen zum Bau einer zweiten Nord-Süd-Autobahn. Am 5. März 1987 wurde ein Ingenieurbüro mit der konkreten Ausführung des Baus einer zweiten Nord-Süd-Autobahn (heute Nationalstraße 3) beauftragt. Zusätzlich nahm ein weiteres Ingenieurbüro die Planungen zum Bau einer Schnellstraße von Taipeh an die Ostküste in den Landkreis Yilan auf (heutige Nationalstraße 5). Beide Büros wurden am 5. Januar 1990 zu einer neuen Behörde, dem Nationalen Schnellstraßen-Baubüro im Bereich Taiwan (臺灣區國道新建工程局,  Táiwān Qū Guódào Xīnjiàn Gōngchéng Jú, engl. Taiwan Area National Expressway Engineering Bureau, TANEEB) fusioniert.
Mit Wirkung vom 14. Juni 2017 wurden beide Behörden, TANFB und TANEEB, zu einer neuen Behörde, dem Autobahnamt fusioniert.

## Aufgabenbereiche
Das Autobahnamt hat verschiedene Aufgaben:
- Regulierung des Verkehrsflusses: beispielsweise in Form der Regulierung des Zustroms von Kraftfahrzeugen und der gezielten Umleitung von Verkehrsströmen in Zeiten mit hohem Verkehrsaufkommen[2]
- Instandhaltung der Autobahnen: die Autobahnen können durch verschiedene Naturereignisse beschädigt werden (Taifune, Erdbeben, Regen etc.). Für ihre Wartung und Instandsetzung wurden entlang der Autobahnen sogenannte Servicebereiche (Autobahnmeistereien) eingerichtet, in denen die entsprechenden Ressourcen für die Ausbesserung und Instandsetzung von Schäden vorgehalten werden. Beispielsweise gab es 2018 entlang der 432,5 km langen Nationalstraße 1 insgesamt 6 Servicebereiche, und entlang der 432,9 km langen Nationalstraße 3 gab es 7 Servicebereiche.[3]
- Betrieb und Unterhalt von Tunneln und Brückenbauwerken: hier gilt dasselbe wie für die Straßen selbst.[3]
- Stabilisierung von Hanglagen: bedingt durch die besonderen Naturgegebenenheiten Taiwans kommen steile Hanglagen relativ häufig vor und hier können sich Erdrutsche insbesondere während des Monsunregens in den Sommermonaten ereignen. Falls die Autobahntrasse in der Nähe einer solchen Hanglage verläuft, ist das Autobahnamt in der Pflicht diese Gegebenheiten zu überwachen und wenn möglich vorbeugende Gegenmaßnahmen zu ergreifen. Diese Regelung wurde nach dem schweren Erdrutsch vom 25. April 2010, der die Nationalstraße 3 auf eine Breite von 300 Metern verschüttete, getroffen.[3][4]
- Bau und Unterhalt von Autobahnkreuzungen.[5]
- Mauteinnahmen: ab dem Februar 2006 begann TANFB schrittweise die Maut auf elektronischem Wege zu kassieren. Das bisherige System des manuellen Bezahlens an Haltepunkten wurde schrittweise abgelöst. Ab dem 30. Dezember 2013 wurde ein entfernungsabhängiges Berechnungssystem statt des bisherigen flat rate-Bezahlsystems eingesetzt.[6] Das taiwanische System der Autobahngebührenerhebung hat weltweit Anerkennung und mehrere internationale Auszeichnungen erhalten.[7]
- Aufgaben im Bereich des Landschaftsschutzes: Das Autobahnamt ist verpflichtet, im Rahmen von Baumaßnahmen zerstörte Flächen wieder zu renaturieren. Die Vegetation entlang der Autobahnen soll überwacht und reguliert und im Sinne des Naturschutzes behandelt werden. Ausgleiche für verlorene Wildübergänge sollen geschaffen werden.[8]